# Agrostistachys
Agrostistachys, biljni rod iz porodice mlječikovki raširen po tropskoj Aziji, od Indije do Filipina i Nove Gvineje. Pripada mu šest priznatih vrsta, od kojih je najnovija A. staminodiata, opisana tek 2001., dok jre tipična  A. indica.

## Vrste
1. Agrostistachys borneensis Becc.
2. Agrostistachys gaudichaudii Müll.Arg.
3. Agrostistachys hookeri (Thwaites) Trimen
4. Agrostistachys indica Dalzell
5. Agrostistachys sessilifolia (Kurz) Pax & K.Hoffm.
6. Agrostistachys staminodiata Sevilla